# Kautla raba
Kautla soo är en mosse i Estland. Den ligger i Järva kommun i landskapet Järvamaa, 50 km sydost om huvudstaden Tallinn. I dess norra del ligger sjön Kutniku järv. Såväl sjön som Kautla soo avvattnas av Kõrvenurga oja som via Jägala jõgi mynnar i Finska viken. Närmaste större samhälle är småköpingen (estniska: alevik) Ardu som ligger 6 km väster om Kautla soo och på andra sidan gränsen till landskapet Harjumaa.